# Mohamed Mechati
Mohamed Mechati (21 mars 1921 - 3 juillet 2014) est un moudjahid algérien et membre du groupe historique des 22 qui a préparé le déclenchement de la révolution du 1er novembre.

## Décès
Mohamed Mechati est décédé le jeudi 3 juillet 2014, à l'âge de 93 ans, et a été inhumé cinq jours plus tard au cimetière de Sidi Abd al-Rahman al-Tha'alabi d'Alger,.

## Ses écrits
- Combattant pour l'Algérie indépendante : Mémoires 1921-2000, Maison d'édition de la Casbah[3].